# Cintré
Cintré är en kommun i departementet Ille-et-Vilaine i regionen Bretagne i nordvästra Frankrike. Kommunen ligger i kantonen Mordelles som tillhör arrondissementet Rennes. År 2022 hade Cintré 2 614 invånare.

## Befolkningsutveckling
Antalet invånare i kommunen Cintré
Referens:INSEE